# Vigilante (goletta)
La Vigilante è stata una goletta della Regia Marina, già della Marina del Regno di Sardegna.

## Storia
Varata nel 1822 come nave mercantile, la nave, una piccola unità con scafo in legno, aveva armamento velico a goletta (alberi di trinchetto e maestra a vele auriche).
A seguito dei bisogni messisi in evidenza con la seconda guerra d’indipendenza, la Marina del Regno di Sardegna decise di compare la piccola ed ormai vetusta goletta, per utilizzarla ad Ancona in qualità di guardaporto: la nave venne acquistata nel novembre 1859 al prezzo di 15.000 lire, venendo quindi incorporata nella Marina sarda con il nome di Vigilante.
Dotata di un provvisorio e ridotto armamento, la goletta venne assegnata al Dipartimento Marittimo di Ancona il 17 novembre 1860. Il 17 marzo 1861 la Vigilante venne iscritta nel Quadro del Naviglio della neocostituita Regia Marina italiana.
Nei mesi successivi la goletta rimase alle dipendenze del Dipartimento dell'Adriatico, effettuando attività di scarsa importanza. Sul finire del 1861, verosimilmente per le sue cattive condizioni, la Vigilante venne radiata e quindi venduta per demolizione.